# Powiat Königsberg Nm.

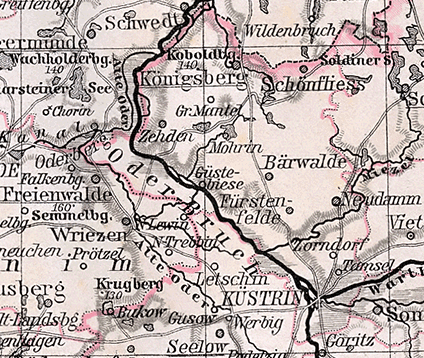
Mapa powiatu z 1905 r.

Powiat Königsberg Nm., Powiat Königsberg Neumark (niem. Landkreis Königsberg Nm., Landkreis Königsberg Neumark, Kreis Königsberg i./Nm.; pol. powiat chojeński) – dawny powiat na terenie kolejno Prus, Cesarstwa Niemieckiego, Republiki Weimarskiej oraz III Rzeszy, istniejący od 1816 do 1946. Należał do rejencji frankfurckiej, w prowincji Brandenburgia. 1 stycznia 1836 powiększony o ziemie powiatu Cüstrin, który dzień wcześniej został rozwiązany. 
Teren dawnego powiatu leży obecnie w kraju związkowym Brandenburgia w powiatach: Barnim, Uckermark, Oder-Spree, Märkisch-Oderland oraz w Polsce, w województwie zachodnioppmorskim. Siedzibą władz powiatu było miasto Königsberg in der Neumark – obecna Chojna w Polsce.
1 stycznia 1945 na terenie powiatu znajdowało się:
- osiem miast: Bad Schönfließ (Trzcińsko-Zdrój), Bärwalde in der Neumark (Mieszkowice), Fürstenfelde (Boleszkowice), Königsberg in der Neumark (Chojna), Küstrin (Kostrzyn nad Odrą), Mohrin (Moryń), Neudamm (Dębno) oraz Zehden (Cedynia)
- 99 innych gmin
- dwa majątki junkierskie.